# 長楽寺 (太田市)
長楽寺（ちょうらくじ）は、群馬県太田市世良田町にある天台宗の寺院である。山号は世良田山。本尊は釈迦如来。隣接して世良田東照宮がある。境内は「新田荘遺跡」の一部として国の史跡に指定されている。

## 歴史

### 臨済宗関東十刹
1221年（承久3年）世良田義季の開山、臨済宗の僧釈円栄朝を開山として創建されたという。早い時期から官寺として扱われていた。室町時代初期（南北朝時代）には室町幕府から関東十刹のひとつに列せられた。
鎌倉時代の開基～江戸時代までは新田家および足利家（鎌倉公方）の帰依を得、臨済宗関東十刹中でも大寺院であった。

### 宗旨替え
徳川家の祖とされる世良田義季（得川義季）が創建したとされることから徳川家の帰依を得、江戸時代江戸幕府に起用された天台宗の僧天海により天台宗に改宗となった。

## 文化財

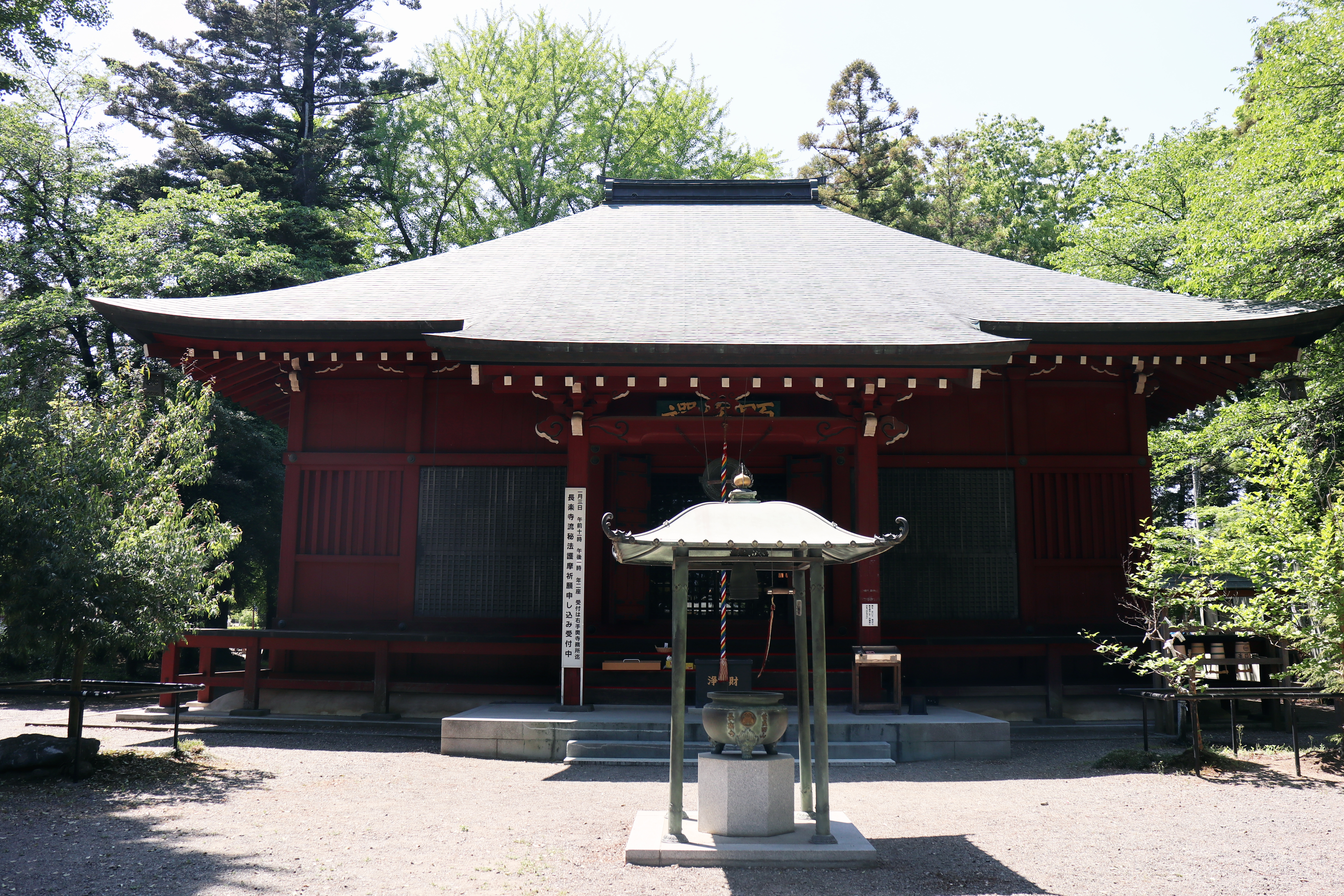
三佛堂

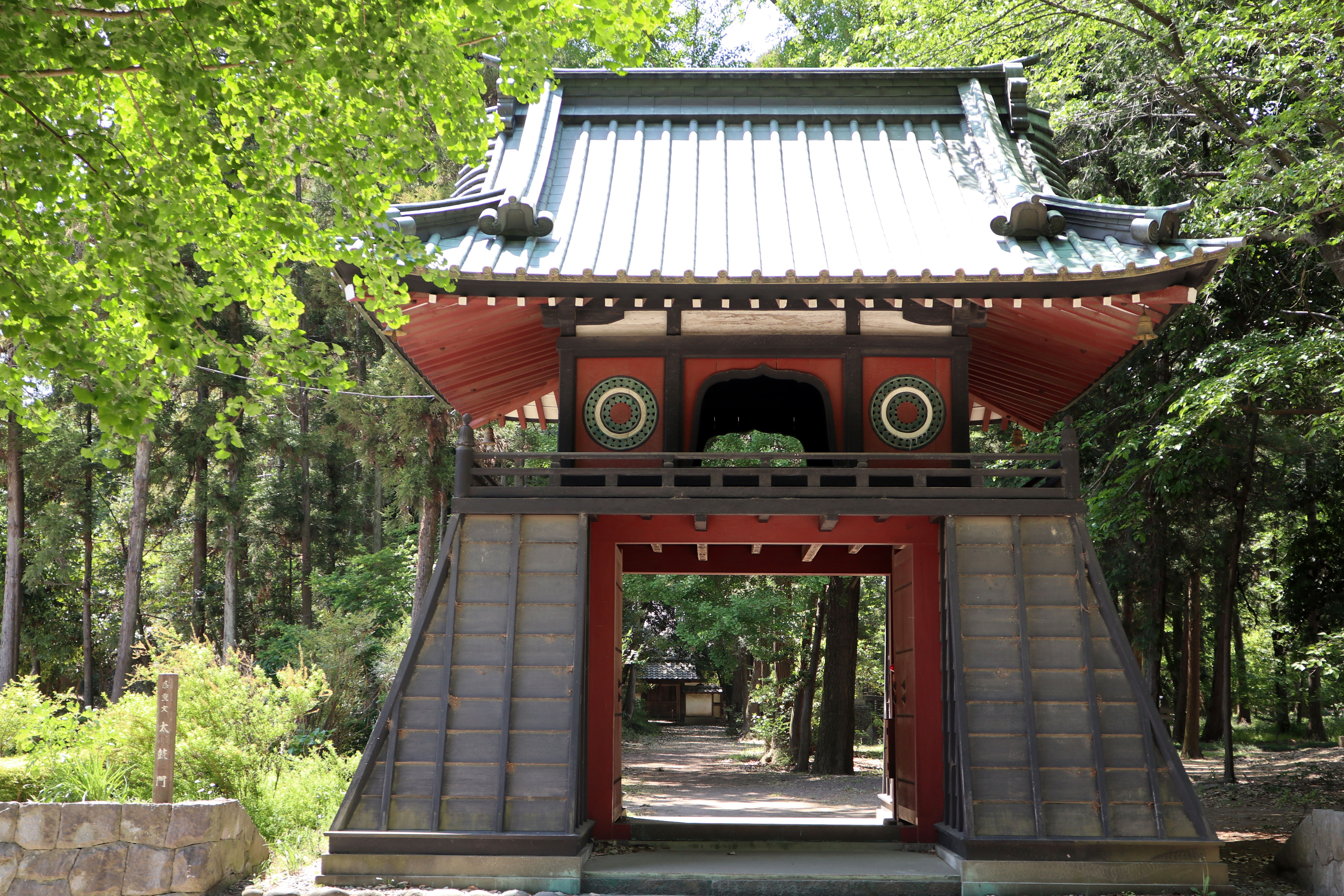
太鼓門

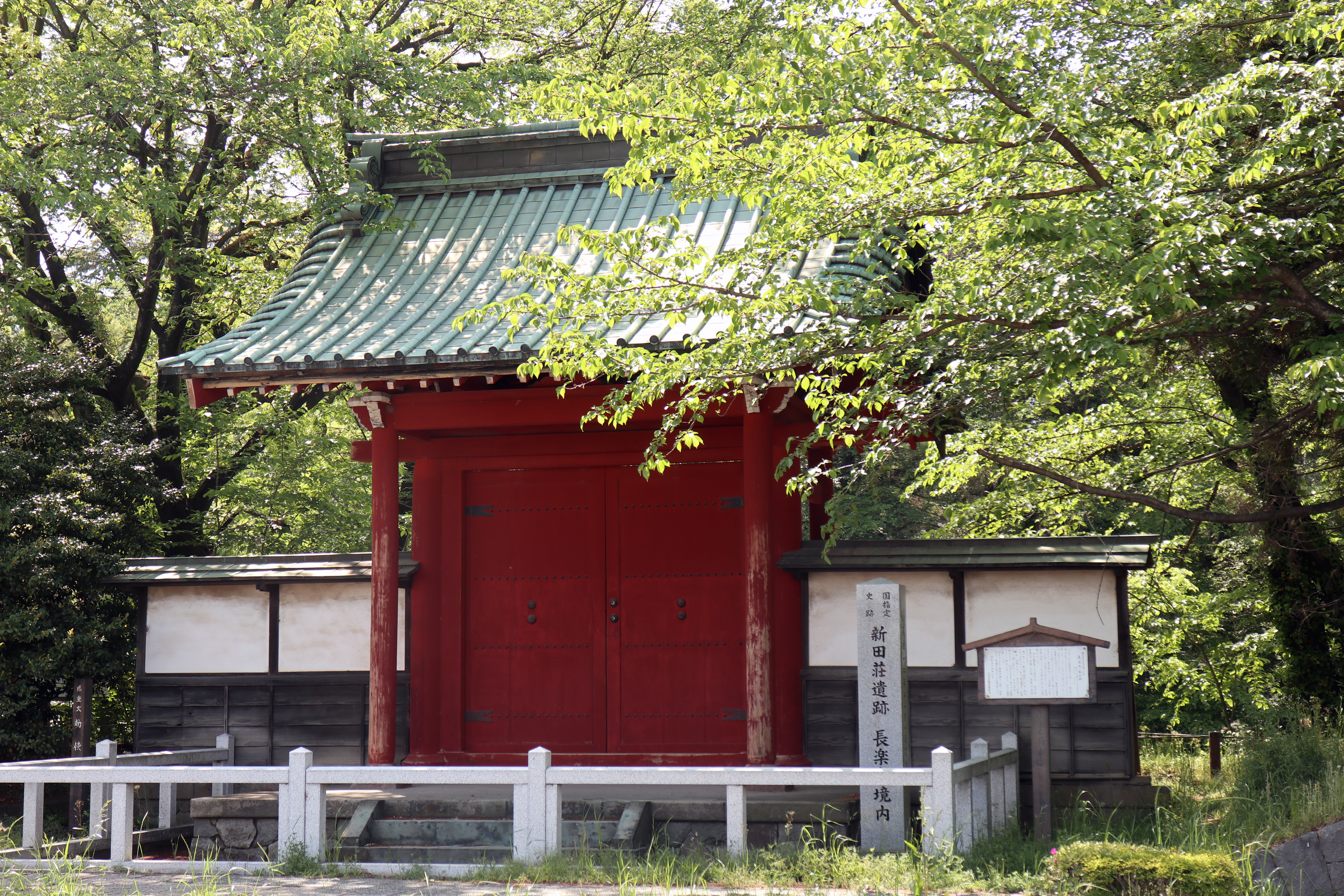
勅使門

### 重要文化財
- 宝塔 - 鎌倉時代後期（1276年）の建立。台石底面に建治二年十二月廿五日の刻銘がある。昭和36年（1961年）03月23日指定。
- 絹本墨画出山釈迦図 東明慧日賛 - 南北朝時代の作品。昭和39年（1964年）05月26日指定。
- 紙本墨書長楽寺文書 7巻（115通）[2] - 鎌倉-室町時代の作品。昭和13年（1938年）07月04日指定。

### 群馬県指定重要文化財
- 勅使門・三仏堂・太鼓門
- 絹本墨画淡彩呂洞賓図
- 絹本墨画月湖観音像
- 絹本墨画葡萄図 伝・日観筆 双幅
- 絹本墨画枯木図
- 紙本墨画蘭図
- 絹本著色無準師範像
- 絹本著色牧翁了一像
- 絹本著色荏柄天神像
- 絹本著色律台栄宗像
- 絹本著色慈覚大師像
- 絹本著色山王曼荼羅図
- 絹本著色十六羅漢図
- 紙本墨画三十三観音像
- 木造伝徳川義季像
- 木造伝徳川義季夫人像
- 木造法照禅師月船琛海像
- 三仏堂三尊仏
- 紙本墨書永禄日記
- 普光庵法照禅師月船琛海墓所出土品

### 記録
- 『長楽寺記』－ 歴代住持の記録
- 『禅刹住持籍』－ 歴代住持の記録
- 『灌頂持誦秘録』
- 『印信総目録』
- 『長楽寺永禄日記』－ 住持・賢甫義哲が記した日記。戦国時代の永禄8年（1565年）1月から同年6月まで。同日記は長楽寺で行われた仏事や義哲の日常生活、寺領や近在の百姓の動向などが記され、戦国期東国の地域社会を知る史料として注目されている。翻刻には峰岸純夫校訂『史料纂書135 長楽寺永禄日記』（続群書類従完成会、2003年）がある。

## 交通
倉賀野宿で中仙道から分岐する日光例幣使街道の境宿と木崎宿のほぼ中間地点にある。

### 自動車
- 東北自動車道館林ICより約50分
- 関越自動車道花園ICより約30分
- 北関東自動車道伊勢崎インターチェンジより約20分

### 電車
- JR東日本高崎線、深谷駅よりタクシーで20分
- 東武伊勢崎線世良田駅より徒歩15分、太田駅よりタクシーで35分。